# Lissodendoryx isodictyalis
Lissodendoryx isodictyalis är en svampdjursart som först beskrevs av Carter 1882.  Lissodendoryx isodictyalis ingår i släktet Lissodendoryx och familjen Coelosphaeridae. Utöver nominatformen finns också underarten L. i. paucispinosa.